# Pilón de los Burros

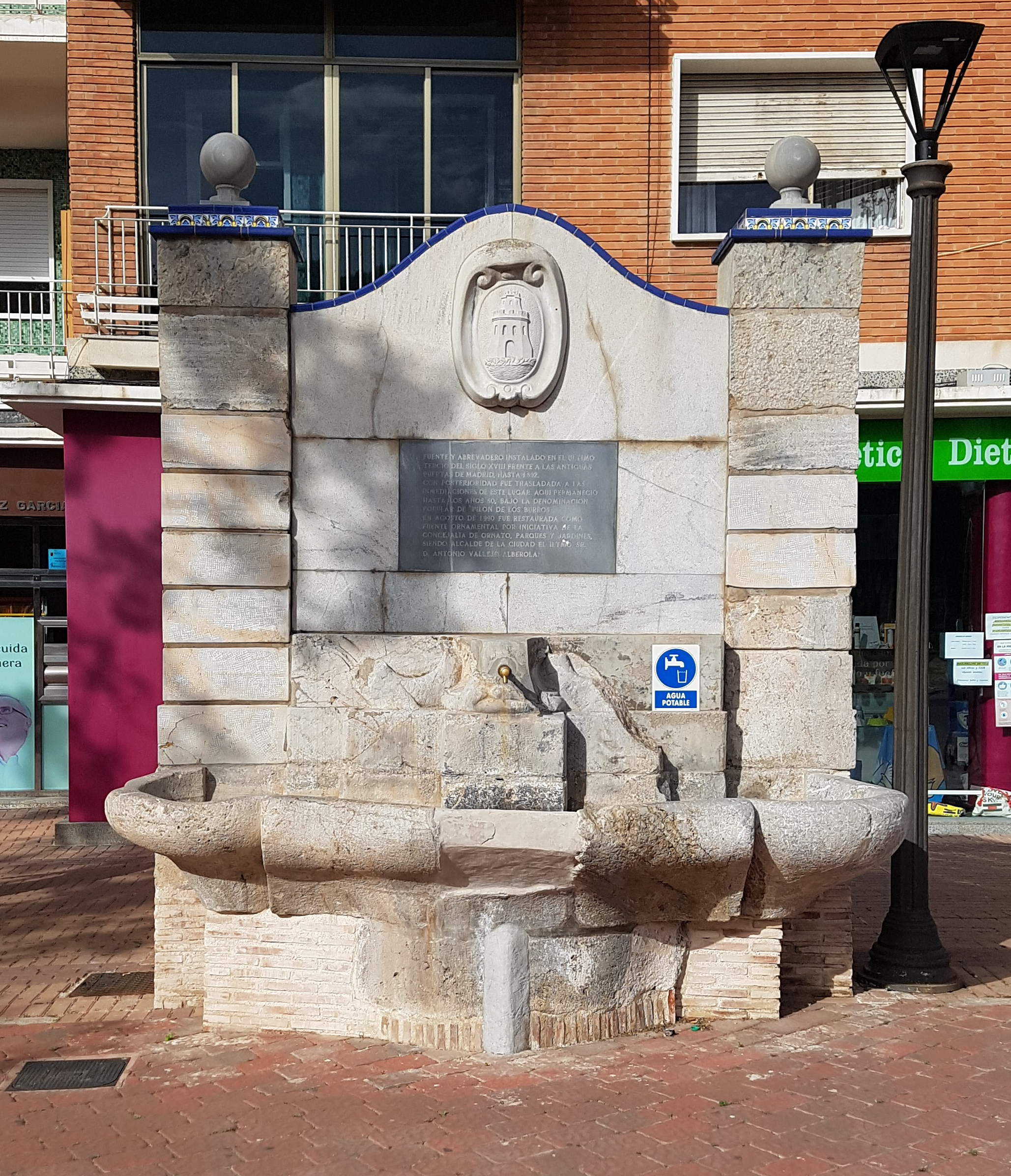
El Pilón de los Burros en 2020.

El Pilón de los Burros es una fuente y antiguo abrevadero situado en la Plaza de España de la ciudad española de Cartagena (Región de Murcia).

## Historia
Según afirma el cronista Isidoro Martínez Rizo en su libro Fechas y fechos de Cartagena, las primeras referencias al Pilón de los Burros aparecen en los registros municipales del 19 de mayo de 1593. El abrevadero se encontraba en el arrabal de San Roque, el lugar ocupado hoy por la calle del Carmen. Anteriormente, el abrevadero había estado ubicado junto a la Puerta de Murcia, a la altura de un callejón llamado de la Aceña y que después cambió su nombre por el de callejón de la Seña, debido al característico seseo de la población.
Más tarde, otro cronista, Federico Casal Martínez cuenta que la fuente fue colocada en la parte interior de las Puertas de Madrid, construidas en 1786, reinando Carlos III. En el año 1892, se trasladaron fuera del recinto amurallado, a un gran espacio libre en el que sería construida la circular Plaza de España. Allí permanecería hasta que con la urbanización de la zona fue desmontada y su taza arrojada al cauce de la rambla de Benipila, en torno a la década de 1950.
En 1985, el escritor Juan Mediano Durán inició un programa radiofónico de título Desde el Pilón de los Burros, en el que divulgaba tradiciones o efemérides de Cartagena, insistiendo asimismo en la necesidad de recuperar el abrevadero como un romántico testimonio del pasado de la ciudad. Su campaña tuvo éxito, y el 29 de septiembre de 1990, durante la alcaldía de Antonio Vallejo Alberola, se procedió a su reinauguración en la Plaza de España como fuente ornamental. En el mismo acto se entregó a Juan Mediano un pergamino nombrándole «arriero de honor» del pilón.
Entre 2009 y 2010 se vio afectado por las obras para construir un aparcamiento subterráneo, y surgieron iniciativas ciudadanas para pedir su cambio de localización o su restauración, sin que el Ayuntamiento presidido por Pilar Barreiro decidiera hacer ni una cosa ni otra, hasta agosto de 2012, cuando a causa del desprendimiento del brocal se acomete su restauración.